# Hubertella orientalis
Hubertella orientalis är en spindelart som först beskrevs av C.Constantin Georgescu 1977.  Hubertella orientalis ingår i släktet Hubertella och familjen täckvävarspindlar.
Artens utbredningsområde är Nepal. Inga underarter finns listade i Catalogue of Life.